# 殷亜吉
殷 亜吉（いん あきつ、繁体字中国語: 殷亞吉、Yaki Aithany Yen Tavio、1989年4月21日 - ）は、スペイン生まれの台湾のサッカー選手。台湾代表。武漢三鎮足球倶楽部所属。ポジションはDF。

## クラブ歴
カナリア諸島に属するフエルテベントゥーラ島のプエルト・デル・ロサリオに生まれた。セグンダ・ディビシオンBのUDフエルテヴェントゥラで選手となる。その後スペインのクラブを転々とし、自由契約となった。
2015年には中国サッカー・超級リーグの長春亜泰のトライアルに参加した。その後の12月末に複数のメディアが、彼と長春亜泰は契約を結んだと報道した。12月31日にクラブ側から公式発表があり、5年契約を結んだ事を明かした。
2021年、武漢三鎮へ加入。2022年超級リーグ優勝に貢献した。
2023年、甲級リーグ・南京城市へ加入。

## 代表歴
元々スペイン国籍しか有していなかったが、父親が中華民国の国籍を持っていた。2015年に中華民国に帰化し、9月9日の2018 FIFAワールドカップ・アジア2次予選のイラク代表戦で初出場を果たした。代表初得点は11月12日のタイ王国代表戦であった。

## 個人
台湾出身の父親とスペイン人の母親の間に生まれた。元々はスペイン国籍しか有していなかったものの、父親のルーツである中華民国に帰化した。

## 個人成績
代表での得点一覧
| #  | 日附           | 場所                                 | 対戦相手 | 得点 | 結果 | 大会                                   |
| -- | -------------- | ------------------------------------ | -------- | ---- | ---- | -------------------------------------- |
| 1. | 2015年11月12日 | バンコク・ラジャマンガラ・スタジアム | タイ     | 0–1  | 4–2  | 2018 FIFAワールドカップ・アジア2次予選 |